# Thyene semiargentea
Thyene semiargentea är en spindelart som först beskrevs av Simon 1884.  Thyene semiargentea ingår i släktet Thyene och familjen hoppspindlar. Inga underarter finns listade i Catalogue of Life.